# Frederick W. Watts

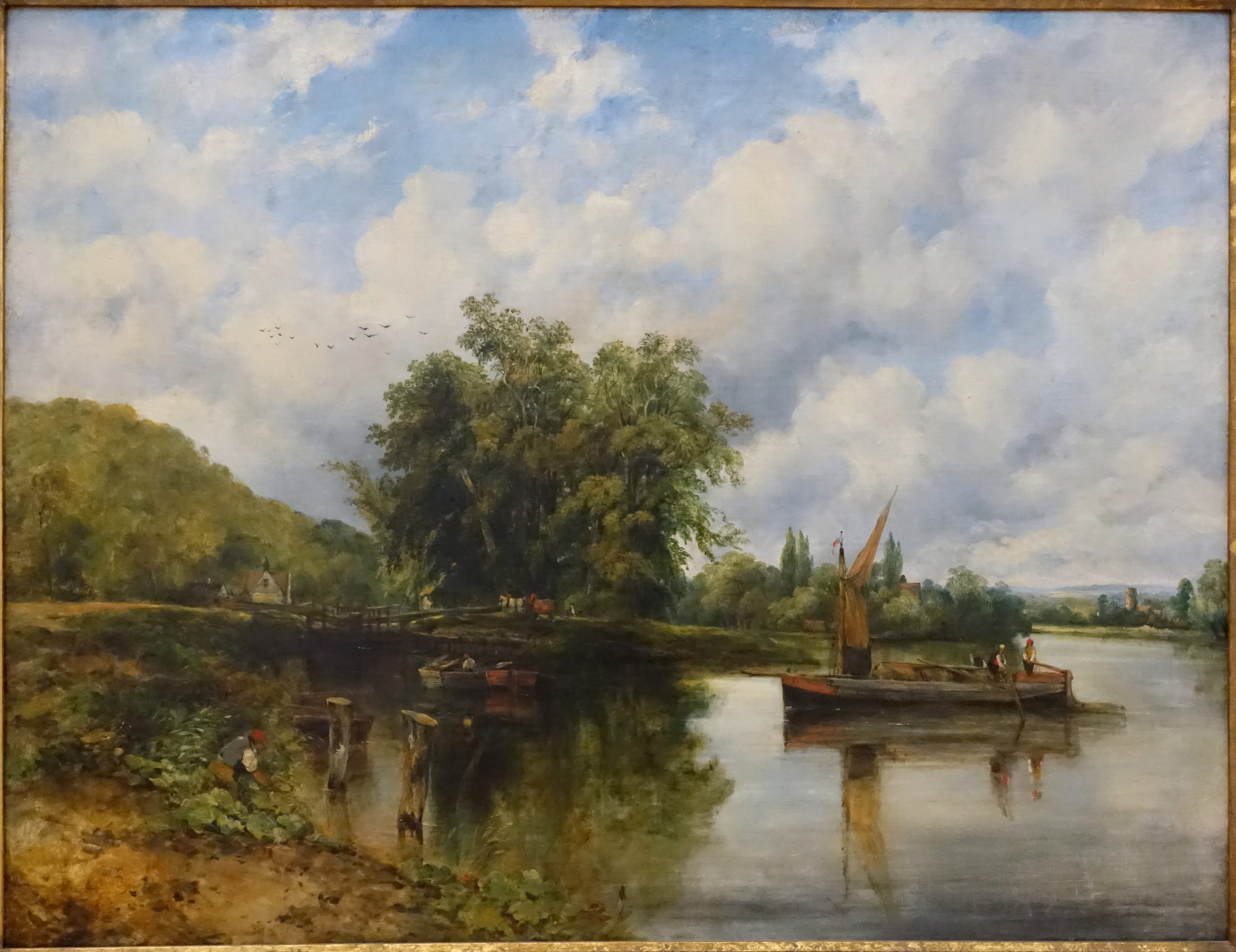
William Frederick Watts: River Scene with Figures. Krannert Art Museum, University of Illinois at Urbana-Champaign

Frederick William Watts (* 7. Oktober 1800 in Bath, Somerset; † 4. Juli 1870 in Hampstead, London) war ein englischer Landschaftsmaler, der stark von John Constable beeinflusst wurde. Seine Werke zeichnen sich durch die Darstellung idyllischer englischer Landschaften aus, oft mit Flussszenen und Bäumen im Vordergrund.

## Leben
Frederick Watts wurde in Bath geboren und vermutlich 1801 in St. Albans, Hertfordshire, als Sohn von William und Mary Watts getauft. 1817 trat er in die Royal Academy in London ein, wo er zwischen 1819 und 1821 mehrere Silbermedaillen gewann. Von 1821 bis 1860 stellte er regelmäßig an der Royal Academy und von 1823 bis 1862 an der British Institution aus. Er lebte den größten Teil seines Lebens in Hampstead, London, und malte Landschaften in ganz Großbritannien, wobei er eine Vorliebe für Flussszenen hatte.

## Werk
Frederick William Watts wurde stark von John Constable beeinflusst. Watts war viele Jahre lang Constables Nachbar in Hampstead und besuchte seine Vorlesungen, die im Juni 1833 und Juli 1836 in den Assembly Rooms stattfanden. Es ist jedoch nicht bekannt, ob Watts und Constable sich in Gesellschaft trafen. Watts schickte von Hampstead aus seine Werke zur Ausstellung an die Royal Academy. Es waren die ersten von insgesamt 76 Gemälden, die Watts in der Royal Academy ausstellte. Zusammen mit den 108 Gemälden, die im British Institute gezeigt wurden, und den 65 Gemälden, die in der Suffolk Street ausgestellt wurden. Frederick William Watts malte oft im Freien und interessierte sich besonders für die Darstellung von Schleusen, Wassermühlen und Flussszenen. Er stellte bei der Royal Society of British Artists und der National Watercolour Society aus. Er arbeitete noch dreißig Jahre nach Constables Tod. Das Victoria and Albert Museum in London besitzt einige seiner Werke.